# Mr. Santa Claus
Mr. Santa Claus est un film américain réalisé par George Ridgwell, sorti en 1914.

## Fiche technique
- Titre original : Mr. Santa Claus
- Réalisation : George Ridgwell
- Scénario : William Addison Lathrop
- Société de production : Vitagraph Company of America
- Société de distribution : General Film Company
- Pays de production :  États-Unis
- Langue originale : anglais
- Format : noir et blanc — 35 mm — 1,37:1 — Film muet
- Durée : 2 bobines (600 m)
- Date de sortie :
  - Royaume-Uni : 19 décembre 1914

## Distribution
- Lillian Herbert : Céleste Moissant
- Audrey Berry : Fanchon, la fille de Céleste
- Arthur Ashley : Bobby Walton
- Jay Dwiggins : M. Brown
- Anders Randolf : le restaurateur
- Mary Maurice : la propriétaire